# Personal Ancestral File
Personal Ancestral File – program genealogiczny udostępniany na licencji freeware przez stronę FamilySearch należącą do Kościół Jezusa Chrystusa Świętych w Dniach Ostatnich (mormoni).
Personal Ancestral File jest wersją genealogicznej bazy danych Ancestral File dostępnej na witrynie FamilySearch. Program umożliwia wprowadzanie własnych danych o osobach, faktach genealogicznych a także drukowanie ich w różnych formatach. Obsługuje format GEDCOM. Dostępna jest także jego polonizacja.
Program działa na platformie MS Windows.